# Dee Wood
Dee Ann Wood, més coneguda com a Dee Wood   (Dallas, c. 1969), és una antiga pilot professional de motocròs nord-americana. Considerada una de les millors pilots de motocròs femení de la dècada del 1990, al llarg de la seva carrera en va guanyar nombrosos campionats, entre ells un dels primers campionats dels Estats Units femenins que comptava amb ple reconeixement de l'AMA, el de 1998 (organitzat per la WML).

## Biografia
Wood va començar a conduir motocicletes el 1972, a tres anys. Quan en tenia nou va començar a competir en curses de Cross Country encoratjada pel seu germà, un any més gran. El 1984 va debutar al Loretta Lynn's Amateur Championship (LLMX) en categoria Women i hi va acabar en vintena posició. El 1985 ja hi fou quarta. De 1987 a 1991 va abandonar les competicions per tal de cursar estudis financers a la Midwestern State University de Wichita Falls.
El 1991, un cop graduada, va tornar al motocròs i aquell any mateix va guanyar la seva primera competició important en categoria "Pro", l'US Masters of Motocross femení, a la qual en van seguir moltes més. En total, va guanyar tres campionats dels Estats Units femenins (1993-1994 i 1998), quatre d'autoanomenats "mundials" (1994-1997) –en una època en què encara no existia l'actual campionat del món femení, WMX– i sis de diversos. També va guanyar quatre edicions de la cèlebre cursa Mammoth Mountain en categoria femenina (1993, 1995-1996 i 1998) i va formar part del primer equip de motocròs femení dels Estats Units de la història, el de 1992.
Dee pertany a una família molt involucrada en el sector de la motocicleta. El seu pare, Lee Wood (mort el 2015), regentà durant anys una important concessionària de Harley-Davidson a Dallas, anomenada Harley-Davidson of North Texas.

## Palmarès
Font:

### Títols per any
| Any  | Equip     | Campionat               | Classe                |
| ---- | --------- | ----------------------- | --------------------- |
| 1991 | Kawasaki? | US Masters of Motocross | Women's Pro           |
| 1992 | Kawasaki  | GNC Goodtime National   | Women's Pro           |
| 1992 | Kawasaki  | GNC                     | Women's Pro           |
| 1992 | Kawasaki  | WMXA West Coast         | 250 Pro               |
| 1993 | Kawasaki  | C. dels EUA femení      | Women's (WMSA)        |
| 1994 | Kawasaki  | C. dels EUA femení      | Women's (WIMSA)       |
| 1994 | Kawasaki  | C. del Món femení       | Women's (WIMSA)       |
| 1995 | Kawasaki  | C. del Món femení       | Women's Pro (AMA)     |
| 1996 | Kawasaki  | C. del Món femení       | Women's Pro (WML/AMA) |
| 1997 | Kawasaki  | C. del Món femení       | Women's (WML/AMA)     |
| 1997 | Kawasaki  | FMF Spring National     | Women's Pro           |
| 1998 | Kawasaki  | C. dels EUA femení      | WML/AMA               |
|      |           |                         |                       |
| 2003 | Yamaha    | GNC                     | Women's Pro           |

Notes
1. ↑  WMSA Women's Championship Grand National Champion
2. ↑  WIMSA Women's Championship Grand National Champion
3. ↑  WIMSA Women's World Cup Champion - 125 & 250 Pro
4. ↑  AMA Women's World Champion - 125 & 250 Pro
5. ↑  AMA Women's World Champion - 125 & 250 Pro
6. ↑  AMA Women's World Champion
7. ↑  WML Women's Outdoor National Champion

### Resum
- 3 campionats dels Estats Units
- 4 Campionats del món
- 3 Campionats GNC
- 1 Campionat FMF Spring
- 1 Campionat WMXA West Coast
- 1 US Masters of Motocross